# دوبرونگ
دوبرونگ (به لهستانی:  Dobroń) یک روستا در لهستان است که در گمینا دوبرونگ واقع شده‌است. دوبرونگ ۱٬۲۱۰ نفر جمعیت دارد.